# Chińska Republika Ludowa na Zimowych Igrzyskach Olimpijskich 1984
Chińską Republikę Ludową na Zimowych Igrzyskach Olimpijskich 1984 reprezentowało 37 zawodników, 21 mężczyzn i 16 kobiet.

## Reprezentanci

### Narciarstwo alpejskie
Kobiety
- Jin Xuefei
  - gigant slalom – 42. miejsce
  - slalom – 19. miejsce

- Jin Xuefei
  - gigant slalom – nie ukończyła
  - slalom – 20. miejsce

Mężczyźni
- Li Guangquan
  - gigant slalom – 54. miejsce
  - slalom – 56. miejsce

- Liu Changcheng
  - gigant slalom – 30. miejsce
  - slalom – 33. miejsce

- Wu Deqiang
  - gigant slalom – 59. miejsce
  - slalom – 29. miejsce

### Biathlon
Mężczyźni
- Song Yongjun
  - sprint na 10 km – 45. miejsce

- Liu Hongwang
  - sprint na 10 km – 46. miejsce
  - bieg na 20 km – 54. miejsce

- Song Wenbin
  - sprint na 10 km – 53. miejsce

- Sun Xiaoping
  - bieg na 20 km – 52. miejsce

- Long Yunzhou
  - bieg na 20 km – nie ukończył

- Song Yongjun, Liu Hongwang, Sun Xiaoping, Long Yunzhou
  - sztafeta 4 × 7,5 km – 16. miejsce

### Biegi narciarskie
Kobiety
- Dou Aixia
  - bieg na 5 km – 48. miejsce
  - bieg na 10 km – 50. miejsce

- Tang Yuqin
  - bieg na 5 km – 49. miejsce

- Chen Yufeng
  - bieg na 5 km – 51. miejsce
  - bieg na 10 km – 49. miejsce

- Song Shiji
  - bieg na 5 km – 52. miejsce
  - bieg na 10 km – 52. miejsce

- Zhang Changyun
  - bieg na 10 km – 51. miejsce

- Dou Aixiai, Tang Yuqin, Chen Yufeng, Song Shiji
  - sztafeta 4 × 5 km – 12. miejsce

Mężczyźni
- Song Shi
  - bieg na 15 km – 66. miejsce
  - bieg na 30 km – 62. miejsce

- Li Xiaoming
  - bieg na 15 km – 67. miejsce
  - bieg na 30 km – 64. miejsce

- Lin Guanghao
  - bieg na 15 km – 68. miejsce

- Zhu Dianfa
  - bieg na 15 km – 69. miejsce

- Song Shi, Li Xiaoming, Lin Guanghao, Zhu Dianfa
  - sztafeta 4 × 10 km – 15. miejsce

### Łyżwiarstwo figurowe
Mężczyźni
- Xu Zhaoxiao
  - Soliści – 18. miejsce

Kobiety
- Bao Zhenghua
  - Solistki – 12. miejsce

Mikst
- Luan Bo, Yao Bin
  - pary sportowe – 15. miejsce

- Xi Hongyan, Zhao Xiaolei
  - taniec na lodzie – 19. miejsce

### Łyżwiarstwo szybkie
Mężczyźni
- Chen Jianqiang
  - 500 m – 29. miejsce
  - 1000 m – 37. miejsce

- Wang Nianchun
  - 500 m – 35. miejsce

- Gai Zhiwu
  - 500 m – 38. miejsce
  - 1000 m – 39. miejsc

- Wang Feifan
  - 1000 m – 40. miejsce

- Li Wei
  - 1500 m – 38. miejsce
  - 5000 m – 40. miejsce

- Zhao Shijian
  - 5000 m – 34. miejsce
  - 10 000 m – 30. miejsce

Kobiety
- Cao Guifeng
  - 500 m – 25. miejsce
  - 1000 m – 32. miejsce

- Shen Guoqin
  - 500 m – 26. miejsce
  - 1500 m – 26. miejsce

- Miao Min
  - 500 m – 28. miejsce
  - 1500 m – 28. miejsce

- Wang Guifang
  - 1500 m – 23. miejsce
  - 3000 m – 21. miejsce

- Wang Xiuli
  - 1500 m – 24. miejsce
  - 3000 m – 22. miejsce

- Kong Meiyu
  - 1500 m – 29. miejsce
  - 3000 m – 23. miejsce